# Иературы
Иературы — это художественные произведения авангардного искусства, роспись по дереву темперной краской, как правило картины почти с симметричной структурой, развитые по вертикали и крестообразно (изредка — по диагоналям), напоминающие изображения архангелов, мистических птиц с раскрытыми крыльями, башен или, в графике, — сложных комбинаций крестов и сводов и автомобильных «развязок».
Иература — многослойная красочная конструкция, на которой отчетливее всего видна последняя структура, но видны и предыдущие формы. Картины содержат исключительно абстрактные фигуры, не допускается портретов, икон, пейзажей. Не разрешено вообще ничему биологическому появляться на иературах.
Иератическое искусство — (греч. hieratikos — культовый, священный, жреческий) — это авангардистский эксперимент по созданию нового канона «торжественного» искусства, стоящего на службе у власти и государства, в чём-то подобного русскому искусству XVIII столетия.
Иератическим принято называть искусство, напрямую связанное с обслуживанием какого-либо религиозного культа. Иератическое искусство несёт в себе строгие требования по отношению к искусству.
Одним из главных признаков иератического искусства является строго соблюдаемая иерархия изображаемого.Это означает, что главный объект поклонения должен быть выделен или изображен так, чтобы его превосходство на остальными было очевидным. Это качество отчетливо прослеживается в иконописи, там размер фигуры святого напрямую зависит от его значения. К примеру: Господа изображают выше, чем Богородицу, которая в свою очередь превышает в размерах фигуры святых.